# Klub Piłkarski Legia Warszawa 2013-2014

Questa voce raccoglie le informazioni riguardanti il Klub Piłkarski Legia Warszawa nelle competizioni ufficiali della stagione 2013-2014.

## Rosa
| N. |                       | Ruolo | Calciatore          |
| -- | --------------------- | ----- | ------------------- |
| 84 | Polonia (bandiera)    | P     | Wojciech Skaba      |
| 12 | Slovacchia (bandiera) | P     | Dušan Kuciak        |
| 91 | Polonia (bandiera)    | P     | Konrad Jałocha      |
| 2  | Cipro (bandiera)      | D     | Dossa Júnior        |
| 4  | Brasile (bandiera)    | D     | Alan Fialho         |
| 15 | Spagna (bandiera)     | D     | Iñaki Astiz         |
| 17 | Polonia (bandiera)    | D     | Tomasz Brzyski      |
| 19 | Polonia (bandiera)    | D     | Bartosz Bereszyński |
| 25 | Polonia (bandiera)    | D     | Jakub Rzeźniczak    |
| 28 | Polonia (bandiera)    | D     | Łukasz Broź         |
| 3  | Polonia (bandiera)    | C     | Tomasz Jodłowiec    |
| 6  | Brasile (bandiera)    | C     | Guilherme           |
| 8  | Slovacchia (bandiera) | C     | Ondrej Duda         |
| 20 | Polonia (bandiera)    | C     | Jakub Kosecki       |

| N. |                       | Ruolo | Calciatore           |
| -- | --------------------- | ----- | -------------------- |
| 22 | Polonia (bandiera)    | C     | Michał Kopczyński    |
| 23 | Portogallo (bandiera) | C     | Hélio Pinto          |
| 32 | Serbia (bandiera)     | C     | Miroslav Radović     |
| 33 | Polonia (bandiera)    | C     | Michał Żyro          |
| 35 | Polonia (bandiera)    | C     | Daniel Łukasik       |
| 66 | Polonia (bandiera)    | C     | Kamil Kurowski       |
| 77 | Brasile (bandiera)    | C     | Raphael Augusto      |
| 7  | Estonia (bandiera)    | A     | Henrik Ojamaa        |
| 9  | Polonia (bandiera)    | A     | Marek Saganowski     |
| 11 | Polonia (bandiera)    | A     | Michał Efir          |
| 13 | Georgia (bandiera)    | A     | Vladimer Dvalishvili |
| 18 | Polonia (bandiera)    | A     | Michał Kucharczyk    |
| 70 | Portogallo (bandiera) | A     | Orlando Sá           |